# 조리 (법)
조리(條理, 영어: reason)란 사람의 상식으로 판단가능한 사물이나 자연의 본질적 이치를 말하거나, 유추해석·반대해석·일반원칙 추출방법이다.
조리는 경험칙, 사회통념, 사회적 타당성, 신의성실, 사회질서, 형평, 정의, 이성, 법에 있어서의 체계적 조화, 법의 일반원칙 등의 이름으로 표현되기도 한다.

## 조리의 법원성(法源性)
대한민국 법에서 조리가 법원이냐 아니냐 하는, 조리의 개념에 관해서는 견해가 갈려 있다.

### 긍정설
자연법론의 입장은 이를 긍정하고 있다. 이와 같이 조리를 법원으로 파악하는 견해에 의하면, 조리를 "사물의 본성", "사물 또는 자연의 이치", "사물의 본질적 법칙", "사물의 도리", "사람의 이성을 기초로 한 규범" 등으로 이해하며, 민법상 법률과 관습법이 존재하지 않는 경우에 보충적 법원성을 인정한다. 이 견해에 의하면, 조리는 법률이나 관습법과 같이 객관적으로 존재하는 규범으로 이해되고 있다. 이 견해에 따르면 대한민국 민법 제1조는 "민사에 관하여 법률에 규정이 없으면 관습법에 의하고 관습법이 없으면 조리에 의한다"라고 규정하고 있으므로 민사재판에서 성문법이나 관습법이 없는 경우에는 조리가 재판의 근거가 된다는 것을 명백히 나타내고 있다. 한국의 판례는 조리법을 인정한다.

### 부정설
법실증주의 내지 실정법 중심주의적 경향의 입장은 이를 부정하고 있다. 법규범이 흠결되는 경우에 이를 보충하는 해석상·재판상의 기준, 방법으로 파악하는 이 견해에 의하면, 조리는 유추해석·반대해석·일반원칙추출방법이라고 이해한다. 다시 말하면, 조리는 법원이 흠결되어 있는 경우에, 이를 보충하기 위하여 사용되는 해석방법이다.

## 기타
조리를 ① 사회통념, ② 선량한 풍속 기타 사회질서, ③ 신의성실의 원칙 등의 명칭으로도 표현되는 일도 있다. 가장 넓은 뜻에서는 자연법과 같은 뜻으로 사용되어 ① 실정법(實定法)존립의 근거, ② 평가척도를 의미하는 일도 있다.

## 경향
성문법주의가 널리 퍼지면서 판사 개개인의 주관성이 개입될 수밖에 없는 조리를 지양하는 추세이다. 조리해석의 대표적인 예로 예문해석이 있다.

## 민법
민법 제1조(법원) 민사에 관하여 법률에 규정이 없으면 관습법에 의하고 관습법이 없으면 조리에 의한다.
민법 제103조(반사회질서의 법률행위) 선량한 풍속 기타 사회질서에 위반한 사항을 내용으로 하는 법률행위는 무효로 한다. (반사회적 법률행위 참조)
사회질서에 위반되지 않는다고 판단되면 정당행위로 인정되고, 정당행위는 위법성이 조각되기 때문에 민사상 채무불이행이 성립하지 않는다. 즉, 사회질서 위반이 아니면 채무불이행 손해배상 책임이 없다.
사회질서에 위반되지 않는다고 판단되면 정당행위로 인정되고, 정당행위는 위법성이 조각되기 때문에 민사상 불법행위가 성립하지 않는다. 즉, 사회질서 위반이 아니면 불법행위 손해배상 책임이 없다.

## 형법
형법 제20조 (정당행위) 법령에 의한 행위 또는 업무로 인한 행위 기타 사회상규에 위배되 지 아니하는 행위는 벌하지 아니한다.
사회질서에 위반되지 않는다고 판단되면 정당행위로 인정되고, 정당행위는 위법성이 조각되기 때문에 형사상 범죄가 성립하지 않는다. 즉, 사회질서 위반이 아니면 범죄로 인한 형벌 책임이 없다.

## 관련판례
외국인 간의 가사사건에 관하여 우리 나라의 법원에 재판관할권이 있는지 여부는, 우리 나라 가사소송법상의 국내토지관할에 관한 규정을 기초로 외국인 사이의 소송에서 생기는 특성을 참작하면서 당사자 간의 공평과 함께 소송절차의 적정하고 원활한 운영과 소송경제 등을 고려하여 조리와 정의관념에 의하여 이를 결정하여야 할 것이다.— 〈대법원 1994.2.21. 자 92스26 결정〉

정관에 보수에 관한 규정이 없고 주주총회의 의결도 없는 경우의 구 민법상의 상무취체역에 대한 보수는 그에 대한 상관습이나 민법의 규정 또는 민사관습도 없는 바이니 조리에 의하여 상당한 액을 지급하기로 한 것이라고 단정하고 그 상당액을 증거에 의하여 일정액으로 인정한 조처에 위법이 있지 아니하다.
조리, 경험칙, 사회통념, 사회적 타당성, 신의성실, 사회질서, 형평, 정의, 이성, 법에 있어서의 체계적 조화, 법의 일반원칙 등의 용어는 판례에 매우 자주 나온다.